# Augustus Quirinus Rivinus
Augustus Quirinus Rivinus, né August Bachmann (1652-1723), est un médecin et botaniste allemand.
Né à Leipzig, il est le fils d'Andreas Rivinus (de) (1600-56), médecin et philologue. Il enseigne la physiologie et l'histoire naturelle dans sa ville natale et propose le premier, dans son Introductio generalis in rem herbariam (Leipzig, 1690), une classification des plantes fondée sur la forme de la corolle.

## Biographie
Né d’un père médecin avec une affinité pour la langue, Augustus Rivinus étudie à l’université de Leipzig de 1669 à 1671. Il poursuit ses études à l’université de l’université de Helmstedt qui, en 1676, lui décerne un doctorat de médecine. L’année suivante, il commence à donner des cours de médecine à l’université de Leipzig qui lui confie en 1691 les chaires de physiologie et de botanique, en plus de l’entretien du jardin de plantes médicinales de l’institution. Il devient professeur de pathologie en 1701, puis de thérapeutique en 1719, en même temps qu’il est nommé doyen à vie de la faculté de médecine. La même année il devient membre de la Société royale de Londres, une société savante qui comptera Newton parmi ses membres. Devenu fervent d’astronomie une dizaine d’années avant son décès, l’observation des taches solaires le conduit presque à la cécité. Il s’éteint dans sa ville natale en 1723.

## Contribution à la botanique
Dans son Introductio generalis in rem herbariam et trois livres sur les ordres végétaux renfermant une infime fraction de son projet de description systématique des plantes, il introduit plusieurs innovations importantes qui seront reprises plus tard par d’autres botanistes dont Pitton de Tournefort et Linné. Dans cet ouvrage, son principal apport est de classer les plantes selon la structure des fleurs. À l’instar de John Ray, un naturaliste anglais contemporain avec lequel il entretient une correspondance, il utilise des clés dichotomiques qui mènent d’abord à un groupe taxonomique supérieur qu’il appelle genera (genus summum) des ordres (ordo) végétaux, et ensuite à un genera inférieur.
Il est comme Joseph Pitton de Tournefort, parmi les premiers à appliquer de manière rigoureuse la règle qui veut que toutes les espèces appartenant au même genre doivent porter le même nom générique, le principe convenant aussi aux genres d’une seule espèce. Si un genre renferme plusieurs espèces, on fera suivre le nom générique de sa differentia specifica, un qualificatif descriptif de l’espèce. Contrairement à celle de Pitton de Tournefort, sa nomenclature n’utilisait pas de differentia specifica pour la première espèce décrite dans un genre, n’ajoutant ce descriptif que pour les espèces subséquentes, ce qui la rapprochait plus de celle de John Ray, quant à sa classification du règne végétal.
La violette de Rivinus, Viola riviniana de son nom scientifique, fut nommée en son honneur par le botaniste allemand du XIXe siècle Reichenbach.
La taxonomie botanique utilise l’abréviation « Riv. » pour lui attribuer la paternité du nom d’une espèce ou simplement le citer. On en saura plus sur cet aspect parmi d’autres de la nomenclature végétale, en consultant l’article intitulé Citation d'auteurs en botanique.

## Contribution à la médecine
Des descriptions anatomiques de certaines structures auditives qu’il a observées en son temps se retrouvent encore aujourd’hui dans les manuels de médecine. Partie du tympan s’appelle incisure de Rivinus. La membrane flasque du tympan s’appelle parfois « ligament de Rivinus ». Un sillon dans la région tympanique supérieure de l’os temporal porte son nom. Des canaux salivaires d’un diamètre inférieur au millimètre, drainant les glandes sublinguales et s’abouchant sous la langue à la jonction du plancher buccal, portent également son nom.

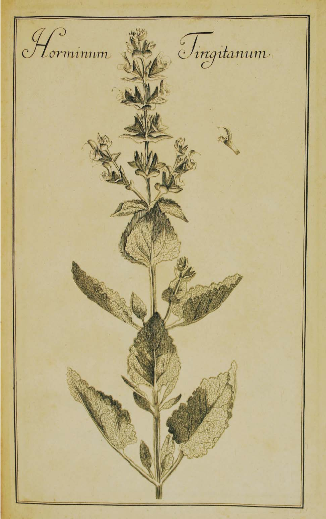
Horminum tingitanum (Salvia tingitana) tirée de Ordo Plantarum, 1690

## Principaux titres
- Introductio generalis in rem herbariam, Lipsiæ (Leipzig) : Typis Christoph. Güntheri, 1690. [8] + 39 p.
- Ordo Plantarum qvæ sunt Flore Irregulari Monopetalo, Lipsiæ : Typis Christoph. Fleischeri, 1690. 22 + [4] p. + 124 tabl.
- Ordo Plantarum qvæ sunt Flore Irregulari Tetrapetalo, Lipsiæ : Typis Christoph. Fleischeri, 1691. [6] + 20 + [4] p. + 121 tabl.
- Ordo Plantarum qvæ sunt Flore Irregulari Pentapetalo, Lipsiae : Typis Joh. Heinrici Richteri, 1699. [6] + 28 + [4] p. + 139 tabl.
- D.A.Q.R. ad celeberrimum virum dominum Johan. Rajum… Epistola, Lipsiæ : Prostat apud Davidem Fleisherum, 1694. 24 p.
- Censura medicamentorum officinalium, Lipsiæ, J. Fritsch, 1701

## Sources
Marie-Nicolas Bouillet  et Alexis Chassang (dir.), « Augustus Quirinus Rivinus » dans Dictionnaire universel d’histoire et de géographie, 1878 (lire sur Wikisource)